# Philip Ahar
Philip Anak Ahar – brunejski piłkarz występujący na pozycji obrońcy, reprezentant Brunei, w którym to grał w 2009 roku.

## Kariera klubowa
Ahar od początku swojej kariery występuje w brunejskim klubie QAF FC, z którym trzy razy sięgnął po mistrzostwo kraju.

## Kariera reprezentacyjna
Ahar grał w reprezentacji w 2009 roku. Wystąpił w dwóch oficjalnych meczach, nie strzelając żadnej bramki.